# Южно-Муйский хребет
Ю́жно-Му́йский хребе́т — горный хребет на севере Забайкалья, в Становом нагорье. Расположен на территории Северо-Байкальского, Муйского и Баунтовского эвенкийского районов Бурятии и Каларского района Забайкальского края.
Находится в юго-западной части Байкало-Становой области. Протянулся с запада на восток почти на 400 км от верховьев реки Баргузин до верховьев реки Чары. В восточной части достигает наибольшей ширины 80 км. С севера хребет ограничивает Муйская котловина, с юга — Баунтовская котловина.
Высшая точка хребта — пик Муйский Гигант (3067 м).

## Топографические карты
- Лист карты O-50-XXXII. Масштаб: 1 : 200 000. Указать дату выпуска/состояния местности.
- Лист карты O-50-XXXIII. Масштаб: 1 : 200 000. Указать дату выпуска/состояния местности.